# Levner Bädle

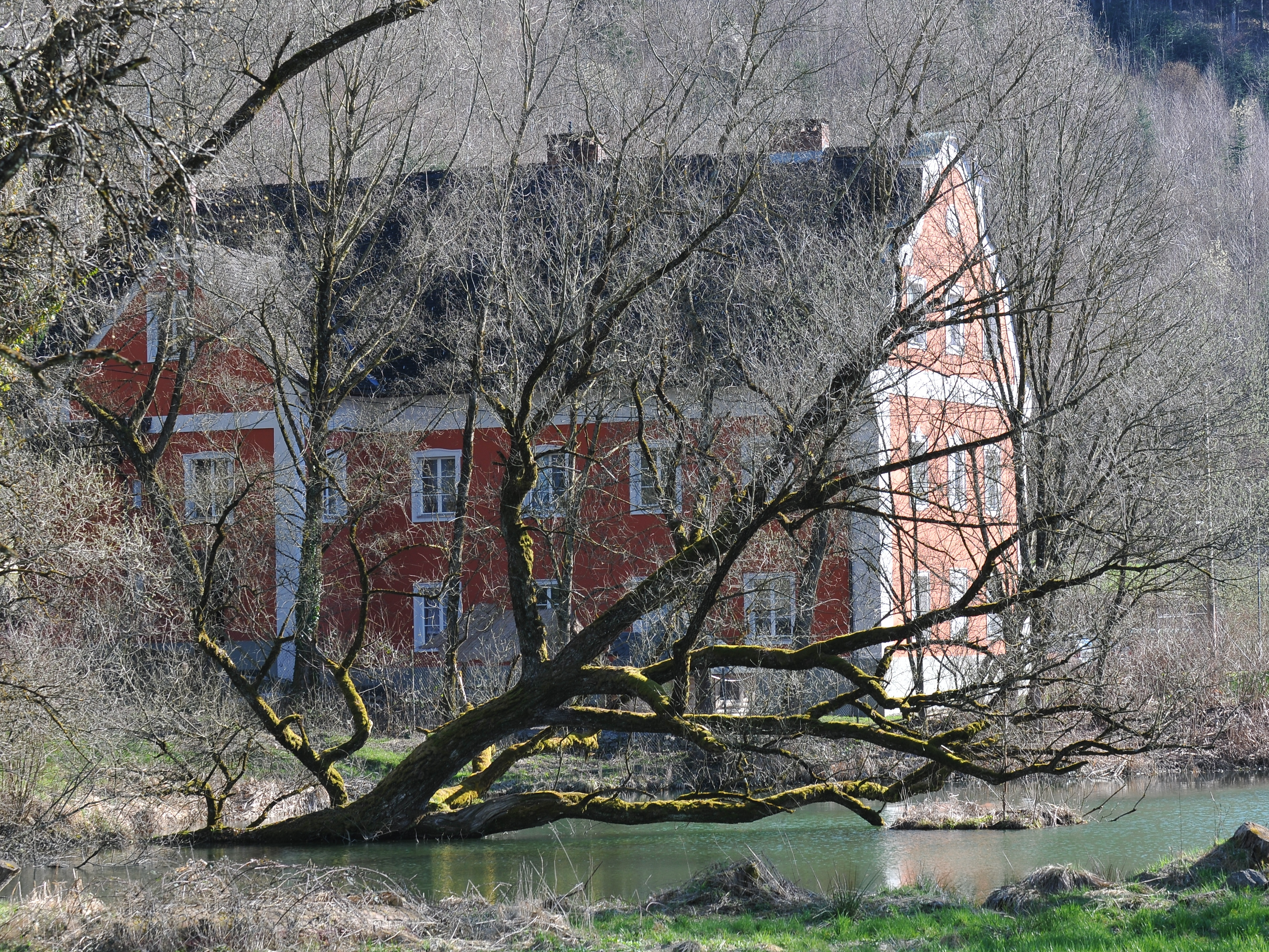
Levner Bädle

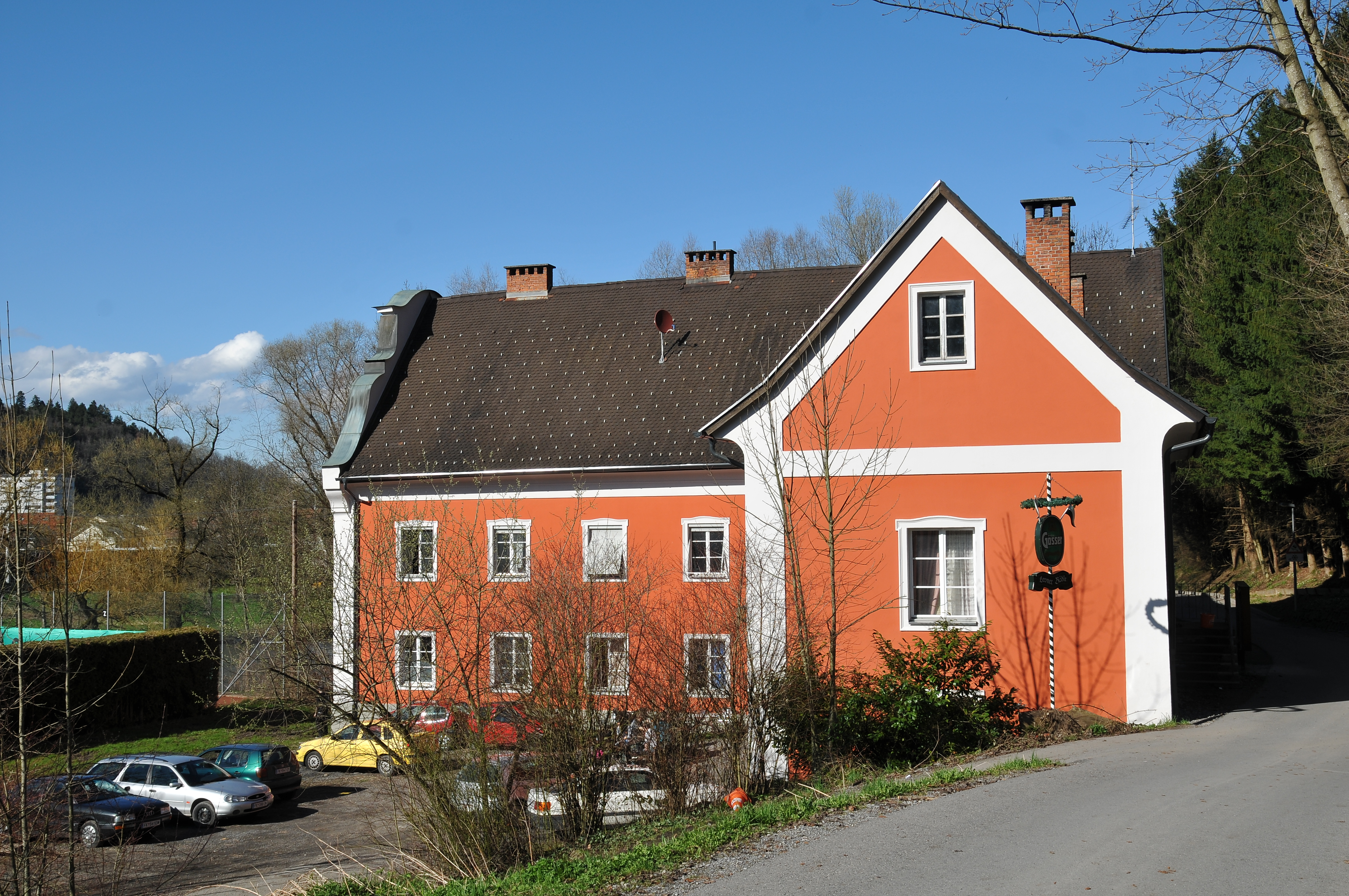
Levner Bädle

Das Levner Bädle (auch „Levner Bad“ bzw. Bad Levis/Lefis, 455 m ü. A.) war ein in Levis, Gemeinde Feldkirch in (Vorarlberg, Österreich) liegendes Heilbad (nunmehr Wohnhaus) und liegt in der Parzelle „Bädle“ neben dem Levner Weiher. Das Gebäude „Levner Bädle“ ist denkmalgeschützt.

## Geschichte
Der Beginn des Badebetriebes im Levner Bädle ist nicht bekannt. Das Anwesen wurde am 30. April 1628 von Paul Furtenbach (gestorben 1634) von Andreas Welthin und dessen Gattin Ottilia Hauggin um 330 Gulden Feldkircher Währung gekauft. Die Verkäufer wurden verpflichtet, die bestehende Badhütte samt Schwefelbrunnen auf eigene Kosten zu entfernen. Das Bad wurde dennoch weiter betrieben.
Im 18. Jahrhundert wurde ein neues Gebäude im Stil eines regionalen Landsitzes für die Familie Furtenbach gebaut, welches heute noch weitgehend erhalten ist. Am 23. April 1814 gab der Amtmann des Churer Domkapitels in Feldkirch und Postmeister Adrian Häusler die Eröffnung der „Gesundheits Baades in Lövis“ bekannt, das zwischen 1. Mai und Ende September geöffnet war. Er war Eigentümer des Gebäudes, betrieb es nicht selbst, sondern Martin Christa. Häusler hatte das Gebäude samt Liegenschaften 1810 von Leopold Furtenbach erworben. Bereits 1820 wurde es nach dem Tod von Häusler an den Löwenwirt (aus Feldkirch-Altenstadt), Johann Georg Zimmermann, verkauft.
Das Bad wurde in der zweiten Hälfte des 19. Jahrhunderts wieder verkauft und das Eigentum ging schließlich an die Österreichischen Bundesbahnen, die das Gebäude samt einem Teil der Liegenschaft 2014 zum Verkauf ausschrieben.

## Badebetrieb und Heilquelle
Bei der Heilquelle handelte es sich um eine kalte Schwefelquelle, die im Wald, oberhalb des Levner Weiher, entsprang. Die Quelle soll in Folge eines Erdbebens den Schwefelgehalt verloren haben.
In Eduard Jos Kochs Abhandlung aus dem Jahr 1843: „Abhandlung über Mineralquellen in allgemein wissenschaftlicher Beziehung und Beschreibung aller in der Oesterreichischen Monarchie bekannten Bäder und Gesundbrunnen“, findet das Bad nur nebenbei mit anderen Schwefelquellen in Feldkirch noch kurz Erwähnung. In Mineralquellen Vorarlbergs von Josef Zehenter, 1895, wird das Bad bzw. die Schwefelquelle ebenfalls lediglich erwähnt, nicht jedoch näher darauf eingegangen.

## Geographie / Topographie
Das Levner Bädle liegt in der Straße „Beim Levner Weiher“ und hat die Hausnummer 9. Es liegt an der südöstlichen Grenze der Gemeinde Feldkirch, etwa 200 m von der Gemeindegrenze von Göfis entfernt und etwa 1,2 km Luftlinie vom Stadtzentrum Feldkirch und etwa 30 km vom Bodensee entfernt. Im Levner Bädle befinden sich Dienstwohnungen der Österreichischen Bundesbahnen und es liegt heute direkt an der Bahnstrecke Lindau–Bludenz beim Bahnhof Feldkirch.
Hinter dem Levner Bädle (Parzelle „Bädle“) befindet sich die Parzelle „Badwald“, die direkt an die Gemeindegrenze zu Göfis angrenzt.